# O'ver
《O'ver》為日本音樂團體EXILE（放浪兄弟）的第13張單曲。2003年11月27日於日本發行。

## 概要
- 4週連續單曲發售的第4彈。
- SHUN所作詞的抒情曲。

## 收錄歌曲
1. O'ver[4:58]
  - 作詞：SHUN / 作曲：菊池一仁 / 編曲：長岡成貢
2. O'ver（Winter Version）[3:06]
  - 作詞：SHUN / 作曲：菊池一仁 / 編曲：岩戸崇
3. O'ver（Instrumental）

## 備註
1. 1 2  . Oricon. 2003  [2013-01-12]. （原始内容存档于2013-05-13） （日语）.